# Cosenza Sport Club 1931-1932
Questa pagina raccoglie i dati riguardanti il Cosenza Sport Club nelle competizioni ufficiali della stagione 1931-1932.

## Rosa
| N. |                   | Ruolo | Calciatore        |
| -- | ----------------- | ----- | ----------------- |
|    | Italia (bandiera) | D     | Feraco (I)        |
|    | Italia (bandiera) | P     | Pietro Forotti    |
|    | Italia (bandiera) | D     | Gallina           |
|    | Italia (bandiera) | D     | Angelo Gustincich |
|    | Italia (bandiera) | C     | Ugo Masi          |
|    | Italia (bandiera) | A     | Massimilia        |
|    | Italia (bandiera) | A     | Olivieri          |
|    | Italia (bandiera) | C     | Battista Perazzo  |

| N. |                   | Ruolo | Calciatore          |
| -- | ----------------- | ----- | ------------------- |
|    | Italia (bandiera) | C     | Angelo Pasenariello |
|    | Italia (bandiera) | A     | Aldo Santini        |
|    | Italia (bandiera) | D     | Emilio Scarpellini  |
|    | Italia (bandiera) | C     | Vittorio Staccione  |
|    | Italia (bandiera) | C     | Giuseppe Vay        |
|    | Italia (bandiera) | C     | Biagio Zoccola      |
|    | Italia (bandiera) | A     | Agostino Zuccaro    |